# تايرون بيل
تايرون بيل (بالإنجليزية: Tyrone Bell)‏ هو لاعب كرة قدم أمريكية ولاعب كرة القدم الكندية أمريكي، ولد في 20 أكتوبر 1974.

## وصلات خارجية
- تايرون بيل على موقع مرجع كرة القدم المحترفة.كوم (الإنجليزية)
- تايرون بيل على موقع JustSportsStats.com (الإنجليزية)